# Провидънс (Юта)
Провидънс (на английски: Providence) е град в окръг Кеш, щата Юта, САЩ. Провидънс е с население от 4377 жители (2000) и обща площ от 7,3 km². Намира се на 1401 m надморска височина. ЗИП кодът му е 84332, а телефонният му код е 435.